# .rs
.rs este domeniul de internet de nivel superior (ccTLD), pentru Republica Serbia. Domeniul a fost creat în septembrie 2006, după dizolvarea Uniunii Serbia-Muntenegru